# Natur
Natur har tre beslægtede betydninger:
1. medfødt karakter eller anlæg ("det er hans natur at være sky");
2. den ægte natur særligt i dens grundlæggende form, der er upåvirket af menneskelig indflydelse ("naturens orden").
3. noget som er immanent, dvs. ligger med nødvendighed i noget andet.

Den første betydning er tættest på latin natura, (= "fødsel" eller "karakter"). Den anden betydning er først blevet almindeligt brugt i nyere tid.
Naturvidenskaberne beskæftiger sig med naturen.
Naturfilosofien beskæftiger sig med tingenes væsen, og hvordan mennesket når til erkendelse om det.

## Den naturlige verden
I størrelsesskala rækker 'natur' lige fra universet til den subatomare partikel. Den omfatter alt, som er dyr, planter, svampe, bakterier eller mineralske genstande; alle naturlige ressourcer og hændelser (hvirvelvinde, tornadoer, jordskælv, laviner og oversvømmelser). Den omfatter også levende væsners adfærd, og de processer, som er forbundet med døde genstande.
Der er et grundlæggende skel mellem dem, som medtager mennesker (både deres bevidsthed og deres handlinger) i begrebet natur, og dem der ikke gør det. Altså: hører mennesket med i den naturlige verden?
Natur bruges nogle gange om den fysiske verden, altså universets natur. Andre gange, f.eks. når man diskuterer, hvad der er naturligt/unaturligt, betyder naturen mere snævert den biologiske verden.

## Regler og lovmæssigheder i den levende natur

### Livsduelighed
Ethvert levende væsen har en livsduelighed i sig. Denne livsduelig stammer fra dets arvelige anlæg, der har udkrystalliseret sig i løbet af mange millioner år og vist sig succesrige, dvs. egnede til at sikre overlevelse. Hvis et levende væsen ikke havde den livsduelighed i sig, ville det for længst være uddødt. Ganske hverdagsagtigt kan man sammenligne livsduelighed med den pålidelighed, som et computerprogram opnår, når det har været brugt længe og af mange brugere. Også i sådan et program er mange af begynderfejlene for længst ordnet. Det, der manglede, er tilføjet, og det overflødige er fjernet. Livsduelighed er et spørgsmål om egnethed i den økologiske niche, man lever i.

### Kamp for tilværelsen
Ethvert levende væsen må kæmpe for tilværelsen og forsøge at værge sin integritet som levende organisme. Kampen er ofte stille og udramatisk, som f.eks. skovtræernes konkurrence om sollyset. Kampen for tilværelsen er ofte beskrevet med Charles Darwins udtryk: den bedst egnedes overlevelse. Det dog værd at huske hans følgesætning: – og gensidig hjælp.

### Dødelighed
Ethvert levende væsen, enhver art og alt liv på Jorden er dødeligt. Livet dør senest ud, når solen svulmer op til en rød kæmpestjerne. Ethvert levende væsen kan dø i utide, for det meste på grund af ydre påvirkninger, eller det dør, når det har opfyldt sin biologiske forplantningsopgave, når det ældes og dets biologiske systemer sætter ud mere og mere hyppigt. Af den iagttagelse kommer tanken om, at individerne blot er de tilfældige og midlertidige bærere af artens arveanlæg. Så mens individerne dør, overlever og tilpasser arten sig. R. Dawkins fremlægger dog et noget andet syn på det: Nemlig at det er de individuelle gener der er det primære, og både arten og den individuelle krop der er det sekundære.

### Grænser for livsudfoldelse
Ethvert levende væsen må acceptere, at der er grænser for dets livsudfoldelse og for dets eksistensgrundlag. Jorden, det egnede levested, næringen, vandet, energien er begrænsede. Deraf kommer nødvendigheden af at spare på råstofferne, værdierne i jordbunden og fødemidlerne. Der er også en grænse for produktion af affald, og der er et behov for genbrug. Hvad sker der, når én art slipper farlige stoffer løs eller forandrer miljøet så meget, at andre risikerer at uddø? Der findes allerede nogle eksempler: De iltproducerende har fortrængt de iltskyende bakterier til bestemte nicher. Koralrev og sedimenter af kalk er i princippet også affaldsbjerge. Mennesket har tilpasset sig næsten ideelt til naturvilkårene her på Jorden, desuden har mennesket indrettet nogle vilkår til sit eget bedste. Der gives ikke nogen flugtmulighed fra Jorden og ud i verdensrummet, i hvert fald ikke under de nuværende vilkår. Altså må mennesket acceptere begrænsningerne i sit livsområde.

### Afhængighed af andre levende væsner
De fleste levende væsner er afhængige af andre levende væsner, men der findes forskellige grader af afhængighed: nogle bakteriearter kan leve helt uden andre levende væsner. Mange planter er slet ikke eller kun i ringe grad afhængige af andre organismer. Dyr er ofte stærkt afhængige af andre levende væsner, særligt planter.
Mennesket har i høj grad brug for naturen, så det kan få f.eks. ilt, mad eller tøj. De indbyrdes afhængigheder i naturen er ofte ikke-lineære. De indgår hyppigt i netværk eller gensidige afhængigheder.
Ethvert levende væsen er som udgangspunkt et individ. Det er afgrænset overfor sit miljø. Denne afgrænsning er dog ikke total, men kun delvis, for der sker uafbrudt stof-, energi- og informationsudveksling med omgivelserne. Individer kan slutte sig sammen i større fællesskaber af biologisk eller social karakter på grundlag af den fælles fordel, det giver. I den forbindelse må individet ofte sætte en stor del af sine egne interesser til side, eller det bliver forhindret i at fremme dem.

### Homøostase, en nødvendighed
Ethvert levende væsen må tilpasse sig sine omgivelser. Det må underkaste sig naturens tilbøjelighed til balance og stabilitet. Forsøger det at slippe ud af den nødvendighed, må det stræbe efter en ny ligevægt med naturen. Hvis det ikke gør det, så løber det en stor risiko for at uddø. Jo længere et levende væsen har fjernet sig fra den oprindelige ligevægt, jo sværere bliver det at finde en ny balance eller at fastholde en uligevægt. Alligevel er der opstået nye balancer i løbet af udviklingen. Balancen skal ikke opfattes som noget statisk, men som et forhold, der er i mere eller mindre konstant bevægelse. Den slingrer gennem tiden som en cyklist gennem landskabet. Denne slingrende, bevægelige balance kaldes homøostase og Kaosmatematikken sætter også spørgsmålstegn ved om det er balance og ligevægt der er det nødvendige for levende organismer at tilstræbe.

### Vedholdende, men relativt langsom udvikling
Naturens udvikling er ofte irreversibel og uoverskuelig. Nye former bliver afprøvet på et sted. Hvis de viser sig egnede, breder de sig hurtigt, hvis da ikke det bliver forhindret af uovervindelige grænser. Relikter eller nye former kan dog ofte blive ved med at overleve på et begrænset sted.
Formålsløs adfærd går på en eller anden måde til grunde i naturen.
Formålstjenligt er i denne sammenhæng alt det, der tjener formeringen af ens eget arvemateriale.

### Arv og miljø
I diskussioner om den betydning, som arvemæssige og miljømæssige påvirkninger har på udviklingen, fremfører man ofte begrebsparret arv/miljø. Her ser det ud til, at begge betydninger af ”natur” kan bruges: i disse diskussioner stiller man på den ene side miljøet op over for individets medfødte karakter, og på den anden side antager man almindeligvis at denne karakter er forudbestemt af individets fysiske natur (f.eks. dets arvelige belastning).

### Godt og ondt
I dyrenes adfærd finder man egoisme, altruisme, godt og ondt, mord og drab. Alle eksempler findes virkeliggjort, ofte endda i én og samme organisme. Naturen er ikke alt for fintfølende i menneskelig, moralsk forstand. Godt og ondt i den menneskelige betydning af omsorgsfuldt-næstekærlig over for aggressivt-egoistisk findes altid virkeliggjort mere eller mindre kraftigt som følelsesmæssige adfærdsegenskaber hos dyrene. I øvrigt er der ikke godt eller ondt i naturen, men kun bedre eller mindre godt tilpasset.

### Afslutning på livet
Mennesket kan ikke udslette alt liv på Jorden, heller ikke selv om det kan tilføje de levende væsner store skader. På ét eller andet tidspunkt og på én eller anden måde slutter livet på Jorden med eller uden menneskets medvirken. Det liv, som måske findes andre steder i verdensrummet, kan derimod ikke røres af mennesket.

## Naturen er det afgørende livsgrundlag for mennesker
Når vi ser op mod himlen, så ser vi stjernerne, månen, solen og planeterne. De følger forholdsvis simple love på deres bane gennem verdensrummet, love der forløber helt uden vores indblanding. Disse love viser os ”ensartethed” og uforanderlighed i mange af naturens dele.
Når vi ser på den store mangfoldighed af organismer på denne jord, så lærer vi af ”formernes rigdom” og overlevelsesstrategierne, sammensatheden, afhængigheden og tilpasningsevnen.
Naturen betjener sig af ”tilfældighedsprincippet” for at udvikle en stor mangfoldighed af former, så den mest egnede kan udvælges imellem dem. Det vil sige, at naturen var engang og er endnu i dag stadig aktivt skabende.
Naturen har allerede givet et vigtigt bidrag til spørgsmålet om bedømmelse af „meningsfuldheden“ i vores handlinger, for udvælgelse af livsformer, der er bedre tilpasset miljøet, er jo også en slags bedømmelse af meningsfylde. Mange menneskelige handlinger må underkaste sig princippet om den bedst egnedes overlevelse og får derved en mening, der kan forstås af enhver.
Naturen viser os mange tricks og muligheder for overlevelse også i et livsfjendtligt miljø. Den er altså vores store ”læremester”, som man stadigvæk kan lære meget af. Har man gennemskuet endnu et af dens tricks og eventuelt gjort det brugbart for menneskene, så belønner den os med en tilfredshed over at have del i dens skat af viden.
Naturen har opfundet et sprog længe før menneskene, sådan som det f.eks. er virkeliggjort i den genetisk kode-genetiske kode. Den har overholdt "informationsteoriens love", for den har eksempelvis gjort lagring og overførsel af informationer sikker og kontrolleret gennem gentagelse (redundans)og fejlretning.
Alt i alt må man hverken betragte naturen overlegent eller underlegent. Man behøver ikke at føle sig konstant overvåget af en Big Brother, for naturen har ( I følge nuværende Vesterlandsk opfattelse ) ikke nogen "egen personlighed" og heller ikke nogen selvstændig bevidsthed. ( Andre kulturer og tider anser dog naturen for at have selvstændig bevidsthed, og strengt taget har vor nuværende videnskab ikke bevist/afvist hverken det ene eller det andet desangående ).
Alligevel kan man udvikle et helt igennem følelsesbetonet forhold til naturen uden at glide ud i naivitet og tilbede den som en erstatningsgud. Disse følelser for naturen kan være meget muntre og glade. Desværre bliver de nu til dags belastet af en sørgmodighed, der stammer fra indsigten i menneskers unødvendige ødelæggelser af dele af naturen.

## Det naturlige og det kunstige
Natur forstås somme tider i den brede betydning: universet og alle dets fænomener, men der laves ofte en adskillelse mellem det “naturlige” og det “kunstige”. Kan man begrunde sådan en adskillelse? Én løsning er at udelukke sjæl fra det naturlige; en anden er at udelukke ikke bare sjæl, men også mennesker og deres påvirkninger. Grænsen mellem det naturlige og det kunstige er svær at trække, og den fører til de uklarheder, som gennemsyrer megen kunst, litteratur og filosofi, og som minder om dem, der opstår af det beslægtede krop/sjæl problem. Når man lader være med at udelukke sjæl og mennesker fra naturen (og når man ikke adskiller sjæl og hjerne), så undgås disse uklarheder.

## Natur og kultur
Natur er ofte set i modsætning til kultur (der betyder "det dyrkede"). Man har lagt vægt på at skelne mellem det oprindelige, fødte, og det kunstige, fremdyrkede. I virkeligheden er det ikke så enkelt. I Danmark vil det være meget svært at pege på ren, oprindelig natur. Alt er påvirket af menneskers aktivitet, så selv de mest naturlige steder er i bund og grund resultater af kultur.
Til gengæld er der betydelig forskel på de naturtyper, der opstår spontant, og dem der er udtryk for målrettet dyrkning. Når de økologiske lovmæssigheder får tid til at svare på vores brug af naturen, opstår der øjebliksbilleder af en selvstyret succession, billeder der ofte er af stor skønhed, og som har megen oplevelsesværdi. Se Naturtyper i Danmark.
Det udelukker ikke, at kulturskabte landskabspræg kan give store oplevelser. De har bare en anden karakter. Her ses menneskets hånd i alt, og naturoplevelsen får ofte sin værdi ved, at man ser den ansvarlige, styrende vilje bag det ydre præg. Havearkitekter og deres udøvende kunstnere, gartnerne, er trænet i at kunne planlægge, regulere og pleje naturskønhed.

### Nogle eksempler på anlagt natur
- Blomstereng
- Havebassin
- Præriebed
- Skovhave
- Skyggebed
- Stenbed
- Steppebed
- Sumpbed
- Surbundsbed

## Beslægtede emner
Begrebet naturvidenskab bruges på flere måder, men først og fremmest
- til at benævne studiet af de naturlige processer i modsætning til menneskelige aktiviteter og i kontrast til humaniora,
- og til at benævne de videnskaber, som bruger den videnskabelige metode i kontrast til f.eks. matematik og datalogi.

Udtrykket naturfilosofi blev tidligere brugt om den videnskabsgren, der nu hedder fysik.
Naturteologi dækker de to discipliner teologi og religionsfilosofi.
I pædagogik og beslægtede områder kan modsætningen naturlig/kunstig optræde som arv/miljø.

## Links
- Skov- og Naturstyrelsen
  - Info om brug og regulering af Danmarks natur
- Danmarks Nationale Artsportal Arkiveret 15. november 2017 hos  Wayback Machine
- http://www.natur-lexikon.com/ Arkiveret 2. januar 2004 hos  Wayback Machine
  - Meget smukke billeder (tekster på tysk)
- http://nafoku.de/

- Billeder af dyr/fugle/insekter/guldsmede/mm. Arkiveret 25. marts 2007 hos  Wayback Machine

## billeder
- Martin Berg og Kaj Halberg: Vild Natur i Danmark, 2002, ISBN 87-12-03748-6
- Henrik Vejre og Thomas Vikstrøm: Guide til det danske landskab, 1995, ISBN 87-7245-622-1
- Ole Wohlgemuth: Håndbog i Naturpædagogik ISBN 87-7378-241-6